# Bollobás Béla (matematikus)
Bollobás Béla (Budapest, 1943. augusztus 3. –) Széchenyi-díjas magyar matematikus, a Cambridge-i Egyetem professzora, és a Memphisi Egyetem címzetes professzora, a Magyar Tudományos Akadémia külső tagja (1990). Édesapja Bollobás Béla orvos, testvére Bollobás Enikő irodalomtörténész, műfordító, egyetemi tanár.
A Nemzetközi Matematikai Diákolimpiák magyar versenyzőjeként az első három évben (1959–1961) egyszer második, kétszer első díjas lett. A Cambridge-i Egyetemen doktorált, és egy évet az Oxfordi Egyetem-en is tanult. 1970 óta tanít a Cambridge Egyetemen, ahol a Trinity College tagja.
Kombinatorikával és gráfelmélettel foglalkozik. Számos eredményt ért el az extremális halmazrendszerek és a véletlen gráfok elméletében. (Bishop–Phelps–Bollobás elmélet)
A Combinatorics, Probability and Computing című matematikai folyóirat főszerkesztője.

## Munkái
- Graph Theory, Springer-Verlag, New York, 1979.
- Combinatorics - set systems, hypergraphs, families of vectors, and combinatorial probability. Cambridge University Press 1986.
- Modern Graph Theory, Springer-Verlag, 1998.[3]
- Random graphs, Cambridge University Press, 2001.
- Extremal graph theory, Dover Publications, 2004.
- Handbook of Large-Scale Random Networks, Bollobás Béla, Kozma Robert, Miklós Dezső, Springer 2009.

## Díjak
- Széchenyi-díj (2017)[4]

- A Magyar Érdemrend parancsnoki keresztje (polgári tagozat), 2024[5]